# ウェストバンク・プレミアリーグ
ウェストバンク・プレミアリーグ（英: West Bank Premier League）は、パレスチナ・ヨルダン川西岸地区におけるサッカーリーグのトップディビジョンである。

## 概要
2010年創設。パレスチナにはこのリーグ以外に、ガザ地区リーグが存在するが、ウェストバンク・プレミアリーグが国内最高峰のリーグとして扱われている。パレスチナ国内におけるサッカーリーグはイスラエルが独立する以前の1930年代より存在していたが、政治的な色合いが濃く反映されていた。1977年に西岸地区でリーグが結成されたが、第三次中東戦争など国土が戦場となることが多く、リーグの安定した開催は困難であった。パレスチナ自治政府により国内情勢の安定が図られ、リーグがウェストバンク・リーグ・ディヴィジョンAとして2007年より開催されるようになった。2010年にプロリーグへ移行し、名称もウェストバンク・プレミアリーグに変更。

## リーグ形式
リーグは12チームで構成され、2回戦総当りの計22試合を戦う。優勝クラブはAFCチャレンジリーグへの出場権を獲得し、下位2チームがウェストバンク・リーグ・ファーストディヴィジョンに降格となる。
ただし、2011-12シーズンは10チームでリーグを開催した。

## 参加クラブ（2017-18シーズン）
| クラブ                           | ホームタウン           |
| -------------------------------- | ---------------------- |
| シャバブ・アル・ザーヒリーヤ     |                        |
| シャバブ・アル・ハリール         | ヘブロン               |
| ジャバル・アル・ムカビル         | エルサレム             |
| ヒラール・アル・クドゥス         | エルサレム             |
| アハリ・アル・ハリール           | ヘブロン               |
| サカーフィー・トゥールカレム     | トゥールカレム         |
| ムアサセ・アル・ビーレ           | ラマッラー             |
| マルカズ・バラータ               | ナーブルス             |
| シャバブ・アル・サムーア         |                        |
| タルジー・ワーディ・アル・ニース | ワーディ・アン・ニース |
| シャバブ・ドーラー               |                        |
| シャバブ・アル・ハデル           |                        |

## 歴代優勝クラブ
- 1977：シルワン
- 1982：シャバブ・アル・ハリール
- 1984：マルカズ・タルカレム
- 1985：シャバブ・アル・ハリール
- 1986：シャバブ・アル・ハリール
- 1997：マルカズ・シャバブ・アル・アムアリー
- 1999：シャバブ・アル・ハリール
- 2006：マルカズ・タルカレム
- 2007：タルジー・ワーディ・アル・ニース
- 2008-09：タルジー・ワーディ・アル・ニース
- 2009-10：ジャバル・アル・ムカビル
- 2010-11：マルカズ・シャバブ・アル・アムアリー
- 2011-12：ヒラール・アル・クドゥス
- 2012-13：アル・シャバブ・アル・ザーヒリーヤ
- 2013-14：タルジー・ワーディ・アル・ニース
- 2014-15：アル・シャバブ・アル・ザーヒリーヤ
- 2015-16：シャバブ・アル・ハリール
- 2016-17：ヒラール・アル・クドゥス
- 2017-18：ヒラール・アル・クドゥス
- 2018-19：ヒラール・アル・クドゥス
- 2019-20：マルカズ・バラータ
- 2020-21：シャバブ・アル・ハリール
- 2021-22：シャバブ・アル・ハリール
- 2022-23：ジャバル・アル・ムカビル